# Enfermedades virales de la papa

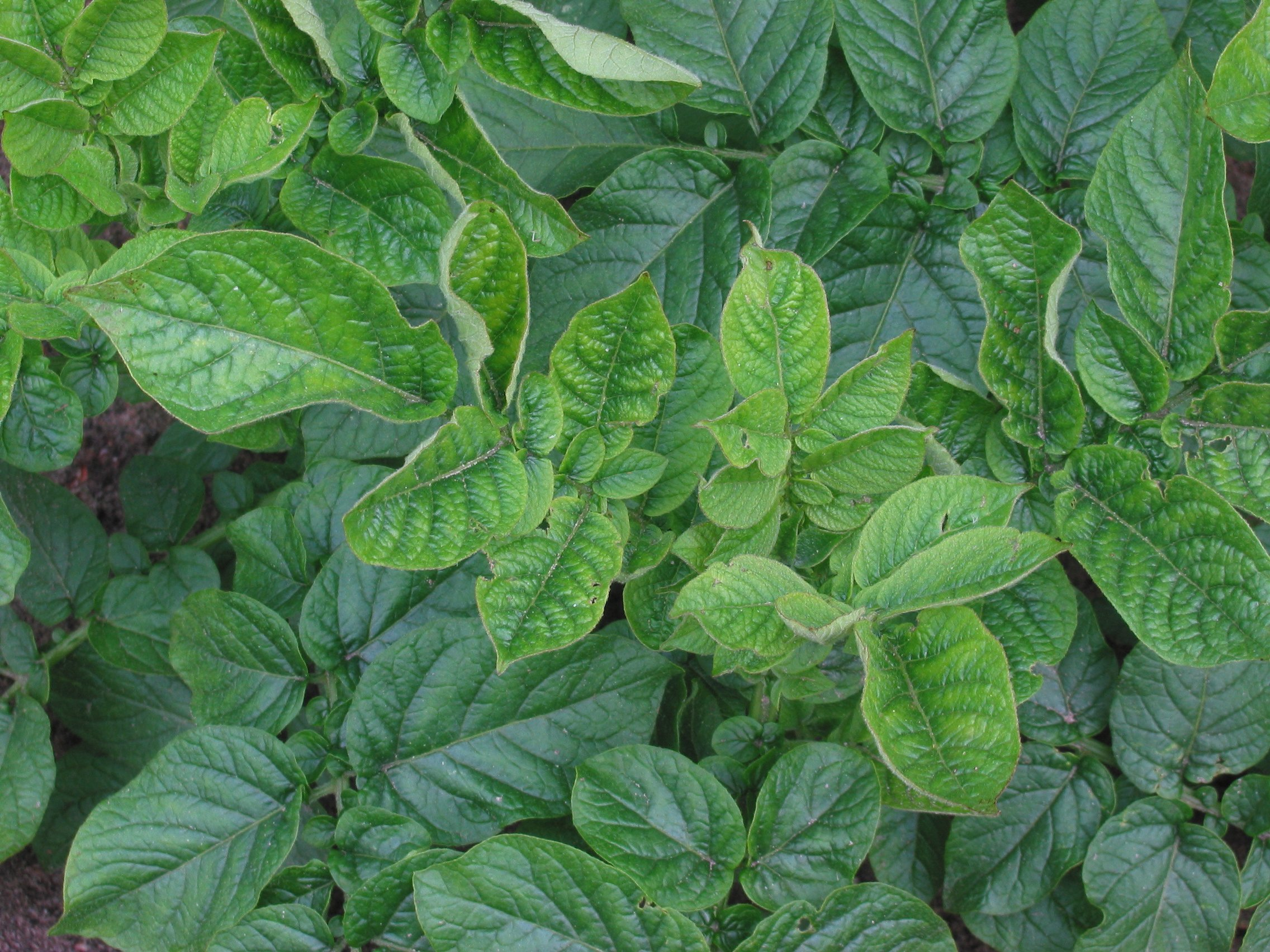
Aspecto de una planta de papa (o patata) afectada por una virosis.

Las enfermedades virales de la papa (patata) son un conjunto de enfermedades causadas por distintos tipos de virus que afectan a los cultivos de esta hortaliza en todo el mundo y que, si bien no afectan la salud humana o animal ya que se trata de virus que solo infectan a los vegetales, son una fuente de grandes pérdidas económicas anualmente. Se han informado alrededor de 28 virus que infectan al cultivo de la papa. No obstante, el virus X (PVX), el virus Y (PVY), y el virus del enrollamiento de la hoja (PLRV) de la papa, son los más importantes a nivel mundial. Algunos otros cobran importancia económica sólo en algunas regiones. Tal es el caso del virus M de la papa (PVM) en algunos países asiáticos y europeos.
Un problema adicional es el de la infección conjunta de dos o más virus en las mismas plantas. De hecho, la aparición conjunta del PVX y del PVY, o de cualquiera de ellos o ambos con el PLRV o con el virus A de la papa (PVA), produce síntomas mucho más severos que la infección por separado de cada uno. La magnitud de las pérdidas económicas asociadas a ese efecto sinérgico 
depende de los tipos de virus que estén interactuando, sus respectivas razas, de la interacción de ellos con el cultivar de papa hospedante, de los vectores virales involucrados y del medio ambiente.
Las enfermedades causadas por virus constituyen uno de los principales factores limitantes del cultivo de la papa en todo el mundo, no solo por el daño inmediato que pueden ocasionar sino porque su efecto es acumulativo a través del tiempo. Debido a que la papa es una especie que se propaga asexualmente, los virus que presenta una determinada planta pasan a la siguiente generación clonal a través de los trozos de tubérculo empleados para la multiplicación. En la nueva generación, nuevos virus de la misma u otras especies se pueden ir sumando a los ya existentes, lo que incrementan la carga de virus que estas plantas presentan. Tal acumulación de virus es la responsable principal de la denominada degeneración gradual de las variedades de papas, cuyas consecuencias son la paulatina disminución del vigor y del rendimiento del cultivo tanto como el incremento de las pérdidas cualitativas debidas a reducción del período posible de conservación de los tubérculos luego de la cosecha de los mismos.
La mayor parte de las virosis de la papa pueden diagnosticarse por la presencia de síntomas característicos, tales como los diseños de mosaico en las hojas, el achaparramiento de las plantas y las deformaciones de las hojas y de los tubérculos. Sin embargo, estos síntomas no siempre se manifiestan debido a las interacciones existentes entre el/los virus involucrados, la variedad de papa y el medio ambiente (la fertilidad del suelo, el clima o la edad a la cual la planta es infectada, entre muchas otras variables). Por esa razón, en los últimos años se utilizan técnicas de detección serológicas y moleculares que sirven para diagnosticar y caracterizar la virosis que está afectando al cultivo para tomar las medidas de control más adecuadas. 
A continuación se describen varias de las enfermedades virales del cultivo de la papa, sus síntomas y posibilidades de manejo de las mismas. 

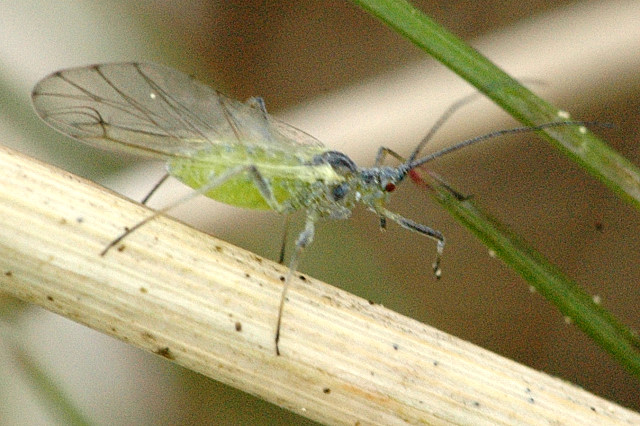
Myzus persicae, un áfido que puede transmitir virosis en el cultivo de papa.

## Principales virosis

### Virus del enrollamiento de la hoja de papa
El "virus del enrollamiento de la hoja de papa" (PLRV, por el acrónimo del nombre de la especie "Potato Leafroll Virus"), también conocido como "enrollamiento foliar" o "enanismo amarillo", es un Luteovirus limitado al floema, el cual es trasmitido por áfidos, siendo el pulgón verde del duraznero (Myzus persicae), uno de los vectores más importantes.   Este virus necesita 20 a 30 minutos en ser adquirido y de 24 a 48 horas en ser trasmitido por los áfidos, ya que necesita moverse dentro del aparato digestivo del insecto y volver a salir por las glándulas salivales. Los síntomas de PLRV en la papa incluyen un característico hábito erecto de crecimiento y el clásico enrollamiento "hacia adentro" de las láminas foliares que le otorga el nombre a este virus. Además, se puede visualizar clorosis (o sea, amarillamiento) o enrojecimiento de las hojas y manchas necróticas a lo largo de las nervaduras de las mismas debido a la muerte de las células del floema. La consistencia o textura de las hojas también cambia, ya que se hacen más coriáceas. La reducción de la altura de las plantas (síntoma que se denomina "enanismo") y la necrosis en red en los tubérculos, completan el repertorio de síntomas que muestran las plantas de papa afectadas por PLRV. 
Debido a que la adquisición, transmisión y diseminación del PLRV requiere de algunos días, las aplicaciones de insecticidas para eliminar a los insectos vectores pueden ser efectivas como medida de control. El uso de tubérculos semilla libres de virus es de fundamental importancia para lograr cultivos sanos. Durante el cultivo, la eliminación de las plantas que muestren síntomas ayudan a prevenir la diseminación del PLRV. Asimismo, una cosecha temprana de los tubérculos puede ayudar a impedir una infección tardía en la temporada.  El virus no se disemina o transmite mecánicamente.

### Mosaicos
En fitopatología se denomina "mosaico" a un síntoma, característico de muchas virosis, en el que las hojas enfermas presentan sectores indefinidos de color verde oscuro que alternan con otros sectores de colores más claros, desde el verde claro hasta el amarillo. 
Los síntomas del mosaico en la hoja de papa pueden ser causados por diferentes virus individualmente o en combinación. Algunos de ellos son el virus X de la papa (PVX), el virus S de la papa (PVS) y el virus M de la papa (PVM), como así también
PVY y PVA.
Según la variante del virus y el cultivar de papa considerado, PVX puede disminuir el rendimiento de tubérculos en más del 10%, lo que lo convierte en uno de los virus más importantes de la papa, después del PLRV. Se transmite por medio de tubérculos infectados y por contacto, no se transmite a través de pulgones. El síntoma característico del PVX es el de un mosaico foliar suave (es decir, las variaciones de coloración de las hojas no son acentuadas) y es frecuentemente latente (o sea, que la planta se halla infectada pero no muestra síntomas). Las variantes más virulentas del virus PVX pueden causar síntomas más severos, tales como el encrespamiento de las hojas y necrosis de ciertas zonas de las hojas, además de mosaico. Por otro lado, algunos cultivares de papa son hipersensibles a ciertas variantes del virus y reaccionan a la infección con una necrosis apical, es decir, con la muerte del ápice de la planta.
PVS es un virus bastante distribuido y causa, en general, síntomas suaves. Las plantas afectadas por PVS no muestran una reducción significativa de los rendimientos. Se transmite por medio de tubérculos infectados, por contacto y, en ciertas variantes, también por medio de pulgones. La infección por PVS usualmente es latente, si bien algunos cultivares muestran un mosaico suave o bandas de colores más tenues en las nervaduras cuando son infectadas con este virus. Los cultivares más sensibles a PVS reaccionan con un bronceado severo (las hojas se tornan de colores más rojizos), con manchas cloróticas que luego se hacen necróticas e, incluso, con la caída de las hojas (síntoma denominado defoliación).
PVM es un virus menos distribuido que los anteriormente mencionados y se conoce poco sobre sus efectos en el rendimiento. Se perpetúa por tubérculos infectados y se transmite por contacto y por áfidos. El virus permanece latente en algunos cultivares, pero en los más sensibles ocasiona desde un mosaico suave hasta un mosaico severo y deformaciones de las hojas. Bajo ciertas condiciones ambientales, los síntomas pueden ser más severos, ya que las plantas pueden desarrollar necrosis en los pecíolos y en las nervaduras de las hojas.
PVX, PVS y PVM se controlan mediante la selección clonal durante la multiplicación de los tubérculos semillas, es decir mediante la observación, arrancado y descarte de aquellas plantas que muestran síntomas de virosis durante su cultivo. Este descarte es eficaz sólo ante el desarrollo evidente de síntomas, su utilidad se hace casi nula en aquellos casos en los que la infección es latente. Existen cultivares con resistencia genética a PVX.

### Moteado y Virus latente de la Papa Andina
El Virus del moteado de la papa andina (APMV) y el "virus latente de la papa andina" (APLV) son dos enfermedades virales frecuentes en las zonas productoras de papa del altiplano andino de Perú, Bolivia y Argentina. Ambas se transmiten por
contacto y por insectos vectores. A diferencia de las anteriores virosis, los vectores en estos dos casos no son áfidos sino escarabajos. APMV usualmente produce un moteado (disposición irregular de áreas oscuras y claras en las hojas) de suave a severo. Los cultivares más sensibles a este virus pueden reaccionar a la infección con una necrosis del ápice, deformaciones de las hojas, enanismo y/o emergencia retardada. APLV usualmente es latente pero muchas veces causa clorosis, o mosaicos suaves y rugosidad en las hojas.
APLV se transmite por el "escarabajo de la pulpa de la papa" (Epitrix sp.), mientras que APMV lo hace a través del "escarabajo verde de la hoja" (Diabrotica sp.). Ambos virus se transmiten además por contacto mecánico entre plantas. Se desconocen el impacto relativo de ambas virosis sobre los rendimientos de la papa, si bien se especula que el efecto de APMV debe ser más severo en los cultivares sensibles. 
El control más eficaz de ambas virosis se realiza mediante la selección clonal durante la
propagación de los tubérculos semilla y a través del arrancado y descarte de las plantas enfermas.

### Virus del enanismo del tallo de la papa
El "virus del enanismo del tallo de la papa" (PMTV), también conocido como "virus del "mop-top" de la papa" es frecuente en regiones productoras con clima frío y húmedo, en las cuales  se favorece la diseminación del hongo vector: Spongospora subterranea.
Las pérdidas económicas debidas a esta virosis pueden ser muy altas, se han registrado casos de hasta un 25% de disminución del rendimiento. Más aún, tales pérdidas pueden ir acompañadas con reducciones de la calidad de los tubérculos, que los torna no comercializables. 
Los tubérculos pueden infectarse luego de plantados, directamente del suelo que los circunda donde habita el hongo vector. Los síntomas primarios consisten en la formación de manchas de color marrón o necróticas, en forma de anillo, sobre la superficie del tubérculo. Tales manchas se extienden hacia el interior del tubérculo como arcos necróticos. Hacia el centro de estos  anillos necróticos surge generalmente una pudrición causada por el hongo vector. Los síntomas en la parte aérea de las plantas son secundarios, ulteriores a la infección subterránea y pueden ser de tres tipos. El enanismo de los tallos ("mop-top" en inglés, origen del nombre del virus), manchas de color amarillo brillante (llamadas manchas "aucuba") especialmente en las hojas inferiores y manchas pálidas en forma de "V" en las hojas superiores. En ocasiones, solamente algunos de los tallos de una planta son infectados mientras que los restantes permanecen sanos y sin síntomas. 
Con posterioridad a la infección y aparición de síntomas en la parte aérea de la planta pueden aparecer los síntomas secundarios en los tubérculos, los cuales consisten en deformaciones, grietas profundas en la pulpa, rajaduras finas en la superficie, y manchas en forma de anillo de color marrón en el ápice de los estolones. El virus sobrevive en el suelo dentro del hongo Spongospora y se disemina a otras áreas dentro de las esporas del vector. 
Con respecto al control de esta enfermedad, el tratamiento del suelo infectado con fungicidas puede impedir la infección de un cultivo sano debido a que se erradicaría al vector del virus. El descarte de plantas enfermas es una medida de control eficaz en cultivares altamente susceptibles.

### Hoja de Aucuba

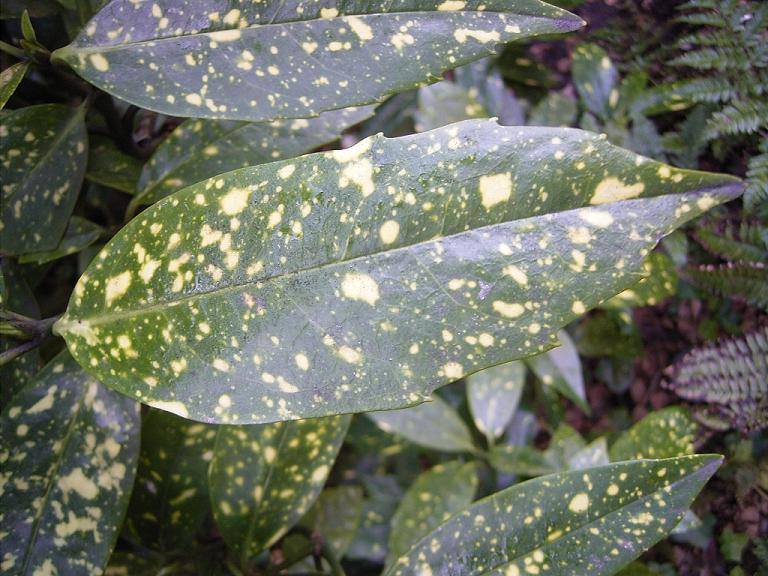
Vista superficial de una hoja de Aucuba japonica. El tipo, color y distribución de las manchas amarillas en esta hoja describen perfectamente los síntomas de varias virosis en la papa, de ahí que colectivamente éstas sean conocidas como "hoja de aucuba".

Diferentes virus causan un mismo síntoma en las hojas de las plantas de papa afectadas, el cual se denomina "hoja de aucuba". Este síntoma consiste en la presencia de manchas de color amarillo brillante, de distinto tamaño, que pueden presentarse con un amarillamiento alrededor de las nervaduras. En algunos casos los folíolos se vuelven completamente amarillos. Este síntoma recibe el nombre de "hoja de aucuba" o, simplemente, "aucuba", por su similitud con las hojas normales de la especie Aucuba japonica. 
Las consecuencias de estas virosis son la disminución del rendimiento y, en algunos casos, se puede afectar drásticamente la calidad de los  tubérculos, por la presencia de manchas en los mismos que pueden llegar a ser necróticas. 
Los virus que usualmente producen estos síntomas en la papa son el "virus del mosaico de la alfalfa" (AMV), el "mosaico "aucuba" de la papa" (PAMV), la mancha anular del tabaco (TRSV), la mancha negra de la papa (PBRSV) y la mancha anillada del tomate (TBRV). La importancia de estas enfermedades, que generalmente se presentan en condiciones de temperaturas bajas, depende del virus causante y del cultivar de papa afectado.
El control consiste en descartar las plantas con síntomas durante la producción de tubérculos semillas y mediante la aplicación de productos químicos para matar el vector del virus que difiere según el caso. Así, los vectores son áfidos en el caso de AMV y PAMV, y nematodos en el caso de TFISV y TBRV.

### Amarillamiento de las nervaduras de la papa
Esta virosis es bastante frecuente en algunos países de América del Sur. Aparentemente, el agente causal es un virus, todavía no caracterizado, transmitido por la mosca blanca Trialeurodes vaporanorum.
Los síntomas se hacen evidentes inmediatamente después de la infección, y consisten en un amarillamiento brillante en las nervaduras terciarias de las hojas. A medida que la enfermedad progresa, las nervaduras secundarias y la lámina de la hoja se tornan amarillas, a veces sin afectar las nervaduras primarias, que permanecen de color verde. No se ha registrado que las plantas afectadas muestren otros síntomas tales como enanismo o debilidad. No obstante, el rendimiento de las plantas afectadas se puede reducir hasta en un 50%.
Las aplicaciones de insecticidas para controlar al vector no es un método eficaz ya que, incluso, pueden llevar a un aumento de la incidencia de la enfermedad debido a que se afecta también a las poblaciones de los insectos predadores de la mosca blanca. El método de control más útil consiste en reducir las fuentes de infección, mediante la eliminación de las plantas
infectadas de papa dentro del campo y en los alrededores, así como las malezas
Solanum nigrum y otras especies de Solanum emparentados con el tomate, las cuales pueden ser reservorios del virus. No se debe practicar el cultivo sucesivo de poroto con papa debido a que, en esas condiciones, las poblaciones del vector aumentan. La siembra de tubérculos semilla de papa provenientes de áreas libres de la enfermedad ayuda a impedir la diseminación de la misma.

## Métodos de control
El control de las enfermedades virales de la papa se basa en métodos de carácter preventivo, como son la producción de semilla sana (o sea, libre de virus) y la resistencia o tolerancia genéticamente controlada. No obstante, la eficacia de ambos métodos depende de la existencia de métodos sensitivos de detección o diagnóstico. Estos métodos, asimismo, deben ser simples y de bajo costo para poder ser aplicados de modo rutinario en grandes extensiones del cultivo. Los métodos serológicos como ELISA y las técnicas de hibridación de ácidos nucleicos o de PCR (reacción en cadena de la polimerasa) ofrecen todas esas características y son muy empleados en la actualidad durante la selección clonal para la producción de tubérculos semilla. 
La producción de tubérculos semilla sanos es el método de control más aplicado en el cultivo de la papa. Con la tecnología actual de diagnóstico y de micropropagación es posible comenzar un programa con material completamente sano obtenido por cultivo de tejidos y su posterior multiplicación a través de generaciones sucesivas evitando o reduciendo la reinfección. 
La resistencia genética incorporada en los cultivares permite al agricultor mantener los cultivares libres o con baja incidencia de virus por un mayor número de multiplicaciones vegetativas. Este proceso requiere de la búsqueda de genes de resistencia efectivos y su incorporación en genotipos comercialmente sobresalientes. Se ha logrado utilizar los genes de resistencia extrema para el control de PVY y PVX por métodos de mejoramiento tradicional. Además se ha logrado identificar un gen de resistencia a una raza de PVX en una accesión de Solanum sucrense. El caso de PLRV es más complejo debido a la naturaleza poligénica de la tolerancia. Sin embargo, se ha logrado identificar genes para cada uno de los factores de la tolerancia en la colección mundial de germoplasma de papa.

## La degeneración de los cultivares de papa
La utilización de tubérculos-semillas provenientes de plantas infectadas por virus en sucesivas campañas de cultivo fue algo común en el pasado y todavía lo sigue siendo en países en desarrollo. Este manejo conduce a la degeneración del cultivar que puede traer aparejada disminuciones del rendimiento de más del 80%.  Por otro lado, la solución de este inconveniente implica el incremento de los costos de producción del cultivo debido a que el agricultor no puede utilizar los tubérculos que él mismo ha producido como semillas y debe buscar una fuente de semilla limpia (libre de virus), que usualmente representa un monto significativo del costo total.
Los agricultores europeos observaron desde comienzos del siglo XX que los tubérculos-semillas de ciertas regiones producían más que los de su propia región. Se dio así inicio a la producción comercial de tubérculos-semillas limpios, en regiones específicas, una actividad altamente perfeccionada y tecnificada en muchos países del mundo. 
Hacia el siglo XVIII, mucho antes de que se conociera lo que ahora denominamos
virus, la degeneración de la papa era atribuida a su repetida propagación asexual. Debido a esta creencia se pensaba que la reproducción sexual era necesaria para rejuvenecer y restaurar el potencial de rendimiento de los cultivares.
La causa del envejecimiento no era la correcta, pero el método de controlar las virosis mediante la obteción de cultivares nuevos por medio de cruzamientos funcionó bien debido a que muchos virus de la papa, tales como el PVX, el PVY, y el PLRV, no se transmiten por la semilla de origen sexual (denominada semilla botánica). Posteriormente, sin embargo, esos nuevos cultivares también terminaban degenerando, requiriéndose la generación de nuevos cultivares de forma continua.
En algunas regiones del mundo, de hecho, los trozos de tubérculos no se utilizan en la producción comercial de papa, sino que se utiliza semilla de origen sexual. Esta estrategia se comenzó a utilizar en China en 1959.
Por lo anterior, las alternativas  más económicas y efectivas para controlar la degeneración
de la papa son exactamente las mismas que las necesarias para controlar las virosis en el cultivo: obtener, por un lado, tubérculo-semilla libres de virus y otros patógenos mediante la micropropagación o el cultivo in vitro de variedades de papa y, por el otro, desarrollar nuevos cultivares más resistentes mediante el mejoramiento genético por resistencia a virus. La utilización de cultivares de papa resistentes a virus reduce también los costos de producción ya que el agricultor puede producir su propia semilla por varias generaciones.

## Cultivoin vitroy producción de tubérculos-semilla libres de virus
Uno de los cultivos con más requerimientos tecnológicos para la producción de semillas es la papa. Por ser perenne, está expuesto al ataque de numerosos organismos patógenos como hongos, bacterias y virus durante un dilatado período de tiempo.  Además, y a diferencia de otros de los principales cultivos, las papas se reproducen en forma vegetativa, como clones, lo que garantiza una multiplicación estable, inalterable, del genotipo original. Sin embargo, los tubérculos que se toman de plantas enfermas (particularmente en el caso de los virus) transmiten la enfermedad a las plantas que generan. Para evitarlo, el tubérculo que se usa como semilla tiene que producirse en condiciones de estricto control de las enfermedades, lo que encarece el costo del material de propagación y, de esta manera, limita su disponibilidad o encarece los costos de producción de los agricultores.  
La micropropagación ofrece una solución económica al problema de la presencia de patógenos en la papa semilla. El material inicial consiste en plantas de papa libres de cualquier virosis. De estas plantas se toman trozos de tallo con una yema y se cultivan in vitro. Las yemas producen nuevos tallos y nuevas yemas, los que pueden iniciar sucesivos ciclos de cultivo. Tal estrategia asegura la multiplicación exponencial del número de unidades de propagación iniciales. Llegado a la cantidad deseada, las plantas obtenidas se transfieren a almácigos con tierra en invernáculos. Un adecuado control de las condiciones ambientales y el diagnóstico mediante técnicas sofisticadas (ELISA o PCR) aseguran que estas plantas estén libres de virus. Cada una de ellas finalizará su ciclo produciendo varios pequeños tubérculos que serán cultivados en campo en la siguiente campaña. A los primeros tubérculos obtenidos de las pequeñas plantas in vitro se les denomina semilla genética, pre-básica o "microtubérculos".
La semilla pre-básica se multiplica posteriormente en los campos de agricultores cooperadores, obteniéndose semilla registrada, que luego se siembra nuevamente para producir la semilla que, de cumplir con todos los requisitos exigidos, será certificada por algún servicio gubernamental. A modo de ejemplo se puede consultar, además, la normativa al respecto del Instituto Nacional de Semillas del Uruguay.

## Genética y mejoramiento genético para la resistencia a virus
En el conjunto común de genes de la papa cultivada y sus congéneres silvestres se hallan una cantidad de genes de inmunidad, resistencia, hipersensibilidad y tolerancia a virus cuyo uso eficaz en el mejoramiento genético del cultivo permite desarrollar nuevos cultivares con niveles incrementados de resistencia genética a estos patógenos, o a sus vectores. Ejemplos de tales mecanismos de resistencia a las virosis y su base genética se exponen a continuación.
- Inmunidad

Se dice que un cultivar es inmune a un determinado patógeno cuando, pese a existir condiciones ambientales predisponentes, no se produce infección. Normalmente cubre todo o un amplio espectro de variantes del virus y su efectividad no está determinada por la temperatura u otras variables ambientales. Generalmente se hereda como un único gen (se dice monogénica) dominante. Es el nivel de resistencia más alto y estable que se puede lograr. Ejemplo de inmunidad la provee el gen Rxadg originalmente detectado en el clon "CPC 1673" de la subespecie andigena, el cual es inmune a los patotipos Ro-1 y Ro-4 de Globodera rostochiensis. En el Centro Internacional de la Papa también se dispone de diversos clones de la subespecie andigena con inmunidad a PVX que se supone que está gobernada por el mismo gen Rxadg.  Tal es el caso de los clones "V-2 (CIP 375395.1)" y "LT-8 (CIP 379706.27)" y de los cultivares peruanos "Muru" y "Yana". De hecho, la mejor opción para mejorar por resistencia a PVY, por ejemplo, es el uso de la inmunidad. La inmunidad a PVY en S. stoloniferum fue detectada en 1944 y luego se determinó que estaba gobernada por un único gen dominante (Rysto). En S. hougasii el gen Ryhou también controla la inmunidad a PVY.
- Hipersensibilidad

Se dice que un cultivar es hipersensible o que muestra reacción de hipersensibilidad cuando, luego de la infección, restringe al virus a pequeñas áreas, muy localizadas, que se tornan necróticas inmediatamente. El virus, rodeado de tejido muerto, queda aislado y no puede continuar infectando los restantes órganos de la planta. En los patosistemas papa-virus, este tipo de reacción se puede observar solamente bajo condiciones de invernáculo, ante determinadas condiciones de temperatura y humedad. De hecho, bajo condiciones de campo la reacción de hipersensibilidad es difícilmente apreciable y se la confunde fácilmente con la reacción de inmunidad, por lo que a este tipo de mecanismo se lo conoce también como "inmunidad de campo". Se han informado varios genes que gobiernan una hipersensibilidad no-específica, es decir, que abarca todo el espectro de variantes de un determinado virus, después de una inoculación mecánica. La hipersenbilidad a una variante particular y definida de un virus, en general, se hereda como un solo gen dominante. En algunos patosistemas el gen de hipersensibilidad requiere estar acompañado de genes recesivos o poligenes para que la resistencia sea efectiva. 
Un ejemplo de mecanismo de hipersensibilidad es el que se ha informado para el clon "USDA 41956" y sus derivados, los cuales presentan un gen dominante (llamado Rx) que puede producir lesiones locales necróticas luego de la infección con PVX. Este gen se habría originado en el cultivar chileno "Villaroela" (perteneciente a la subespecie tuberosum) de donde pasó luego al clon "USDA 41956".
- Resistencia relativa

Un cultivar presenta resistencia relativa a una virosis cuando, pese a que la infección se produce, sólo un pequeño porcentaje de las plantas desarrollan síntomas de la enfermedad. En estos casos, la reducción en los rendimientos depende del porcentaje de plantas infectadas y del efecto de la infección sobre la fisiología de la planta. Uno o varios mecanismos de resistencia contra el virus pueden estar involucrados como, por ejemplo, resistencia a la infección, resistencia a la multiplicación, resistencia a la diseminación del virus dentro de la planta. Dentro de la resistencia relativa también se incluyen los mecanismos indirectos de resistencia al virus debido a que la planta exhibe resistencia a la infección por parte del  vector. Estos mecanismos indirectos se denominan antibiosis y antixenosis. La antibiosis son los mecanismos fisiológicos de la planta que afectan la biología del vector, como  por ejemplo, su tasa de reproducción o su supervivencia, desarrollo y movimiento. La antixenosis, en cambio, es la no-preferencia o rechazo de los vectores por ciertos hospedantes debido a la presencia de toxinas o repelentes volátiles producidas por esas plantas.
La resistencia relativa es poligénica. Cada uno de los mecanismos fisiológicos que la componen puede estar gobernado por uno o varios genes. La resistencia relativa es bastante general para todas las variantes del patógeno presentes en una determinada región. No obstante, es inestable ya que su efectividad depende de la interacción con varios factores ambientales especialmente temperatura, vector, presión de inóculo, y la presencia de otros patógenos.
En la papa existen varios ejemplos de mecanismos de resistencia relativa. Así, las especies de papa silvestres Solanum polyadenium, Solanum tarijense y Solanum berthaultii presentan  
(tricomas) o pelos glandulares sobre las hojas y tallos, los cuales descargan un exudado cuando los áfidos los dañan mecánicamente. En contacto con el oxígeno atmosférico, el exudado de color claro y soluble en agua contenido en las glándulas, cambia a un material de color negro insoluble que impide el movimiento del áfido hasta dejarlo completamente inmovilizado. El áfido termina muriendo, lo que determina la reducción de sus tamaños poblacionales y su diseminación. Este mecanismo de antibiosis reduce la diseminación de todos los virus que requieren de pulgones como vectores.
En los clones "V-3" y "B-71.240.2" y los cultivares "Bzura", "Tomasa", "Condemayta", "Pentland"
y "Serrana", todos resistentes a PLRV, se ha observado una baja infección por PLRV
asociada a un mecanismo de antixenosis que reduce la colonización por insectos en esos genotipos. La resistencia relativa de los cultivares actuales de papa se remonta en muchos casos a híbridos de Solanum demissum con clones de papa cultivada. También se encuentra resistencia a PLRV en otras especies silvestres, tales como Solanum acaule.
- Tolerancia

Un cultivar se dice tolerante cuando todas las plantas pueden ser infectadas y mostrar exactamente los mismos síntomas que los genotipos susceptibles pero no muestran reducciones significativas en los rendimientos. Este mecanismo, si bien útil en cuanto a la reducción de las pérdidas económicas, no es apropiado para controlar las virosis a medio plazo, ya que los cultivares tolerantes son una fuente importante de inóculo para otros cultivares.

## Transgénesis y resistencia a virosis
A partir de la obtención de las primeras plantas de tabaco y petunia transgénicas en 1983, se publicó un gran número de
trabajos detallando la transferencia de genes foráneos a una cantidad creciente de especies
de plantas.
La ingeniería genética permite incorporar en las plantas nuevos caracteres de interés agrícola los que pueden provenir de otras variedades de la misma especie, de otras especies o de organismos filogenéticamente alejados, como por ejemplo bacterias o virus.
En sentido amplio existen dos formas de modificar plantas por ingeniería genética de manera de conferirles resistencia a virus: desencadenar la resistencia mediante la expresión de secuencias genómicas derivadas del propio virus al que se desea combatir (llamada resistencia derivada del patógeno) o desencadenar resistencia mediante la expresión de genes no-virales que poseen actividad antiviral.
Utilizando ambas aproximaciones, varios grupos de investigadores de todo el mundo han logrado plantas de papa transgénica que exhiben resistencia a virus. Así, por ejemplo, las plantas transgénicas para la cápside del virus PVX resultan protegidas ante la inoculación con virus o con ARN viral.
Se postuló que la proteína de la cápside se une al origen de ensamblado localizado en el extremo 5´ del ARN viral, suprimiendo de esta manera la traducción de la replicasa viral. También es posible que inhiba el movimiento de PVX de célula a célula, ya que la proteína de la cápside es un cofactor esencial de la traslocación sistémica del virus. Las proteínas antivirales de Phytolacca americana  conforman uno de los grupos principales de proteínas usadas como inhibidores naturales de la replicación viral. Las proteínas de Ph. americana inactivan los ribosomas (pertenecen a la familia de las RIP o proteínas inactivadoras de ribosomas) y su aplicación exógena protege a las plantas de infecciones virales. Se demostró que la expresión de esta proteína en plantas de papa transgénicas las protegía frente a una variedad de virus, ya sea que éstos fueran inoculados mecánicamente o por áfidos vectores.
El estudio de esta resistencia demostró que la  proteína de Ph. americana inhibe un paso inicial de la infección. Estas proteínas son potencialmente tóxicas para la planta huésped. Se han obtenido, por diferentes mecanismos, plantas transgénicas de papa con resistencia a PVY, PVX y PLRV, las cuales se hallan en etapa de evaluación y experimentación en diferentes países.